# 刚果民主共和国国徽
剛果民主共和國國徽啟用於2006年2月18日，與扎伊爾的國徽類似。中間為豹頭，左為象牙，右為矛。飾帶以法語書上國家格言「正義、和平、勞動」。

## 历代国徽
- 刚果王国 （1528-1541）
- 刚果自由邦（1885-1908）
- 刚果自由邦（1885-1908）
- 比属刚果（1908-1960）
- 刚果共和国（1960-1963）
- 刚果民主共和国（1963-1971）
- 刚果民主共和国 （1971）
- 扎伊尔共和国（1971-1997）
- 扎伊尔共和国（1997）
- 刚果民主共和国（1997-1999）
- 刚果民主共和国（1999-2003）
- 刚果民主共和国（1999-2003）
- 刚果民主共和国（2001）
- 刚果民主共和国（2003-2006）
- 刚果民主共和国（2006-）